# Lockridge (Iowa)
Lockridge es una ciudad ubicada en el condado de Jefferson en el estado estadounidense de Iowa. En el Censo de 2010 tenía una población de 268 habitantes y una densidad poblacional de 139,08 personas por km².

## Geografía
Lockridge se encuentra ubicada en las coordenadas 40°59′37″N 91°44′57″O / 40.99361, -91.74917. Según la Oficina del Censo de los Estados Unidos, Lockridge tiene una superficie total de 1.93 km², de la cual 1.93 km² corresponden a tierra firme y (0%) 0 km² es agua.

## Demografía
Según el censo de 2010, había 268 personas residiendo en Lockridge. La densidad de población era de 139,08 hab./km². De los 268 habitantes, Lockridge estaba compuesto por el 96.64% blancos, el 0% eran afroamericanos, el 0% eran amerindios, el 0% eran asiáticos, el 0% eran isleños del Pacífico, el 3.36% eran de otras razas y el 0% pertenecían a dos o más razas. Del total de la población el 4.48% eran hispanos o latinos de cualquier raza.